# Campionati mondiali di pattinaggio di velocità su distanza singola 2025 - 500 m maschili
L'evento dei 500 m maschili dei campionati mondiali di pattinaggio di velocità su distanza singola 2025 si è svolto il 14 marzo 2025 al Vikingskipet di Hamar, in Norvegia.

## Risultati
| Pos | Pair | Corsia | Atleta             | Nazione       | Tempo    | Diff  |
| --- | ---- | ------ | ------------------ | ------------- | -------- | ----- |
| 1   | 12   | i      | Jenning de Boo     | Paesi Bassi   | 34.24 TR |       |
| 2   | 11   | i      | Jordan Stolz       | Stati Uniti   | 34.38    | +0.14 |
| 3   | 11   | o      | Cooper McLeod      | Stati Uniti   | 34.52    | +0.28 |
| 4   | 10   | i      | Laurent Dubreuil   | Canada        | 34.53    | +0.29 |
| 5   | 7    | o      | Wataru Morishige   | Giappone      | 34.54    | +0.30 |
| 6   | 10   | o      | Tatsuya Shinhama   | Giappone      | 34.59    | +0.35 |
| 7   | 9    | i      | Damian Żurek       | Polonia       | 34.61    | +0.37 |
| 8   | 8    | i      | Yevgeniy Koshkin   | Kazakistan    | 34.63    | +0.39 |
| 9   | 12   | o      | Marek Kania        | Polonia       | 34.72    | +0.48 |
| 10  | 9    | o      | Kim Jun-ho         | Corea del Sud | 34.73    | +0.49 |
| 11  | 8    | o      | Merijn Scheperkamp | Paesi Bassi   | 34.85    | +0.61 |
| 12  | 2    | o      | Cho Sang-hyeok     | Corea del Sud | 34.91    | +0.67 |
| 13  | 4    | o      | Ryota Kojima       | Giappone      | 34.93    | +0.69 |
| 14  | 7    | i      | Marten Liiv        | Estonia       | 34.95    | +0.71 |
| 15  | 4    | i      | Bjørn Magnussen    | Norvegia      | 35.04    | +0.80 |
| 16  | 5    | o      | Piotr Michalski    | Polonia       | 35.06    | +0.82 |
| 17  | 6    | o      | Lian Ziwen         | Cina          | 35.09    | +0.85 |
| 18  | 6    | i      | Zach Stoppelmoor   | Stati Uniti   | 35.19    | +0.95 |
| 19  | 3    | o      | Xue Zhiwen         | Cina          | 35.39    | +1.15 |
| 20  | 2    | i      | Christopher Fiola  | Canada        | 35.42    | +1.18 |
| 21  | 5    | i      | Anders Johnson     | Canada        | 35.45    | +1.21 |
| 22  | 3    | i      | Kim Tae-yun        | Corea del Sud | 35.53    | +1.29 |
| 23  | 1    | i      | David Bosa         | Italia        | 35.65    | +1.41 |
| -   | 1    | o      | Janno Botman       | Paesi Bassi   | DNF      | DNF   |